# Triângulo de Kepler

Um triângulo de Kepler é um triângulo retângulo formado por três quadrados com áreas em progressão geométrica de acordo com a proporção áurea.

Um triângulo de Kepler é um triângulo retângulo especial com lados de comprimento com razão em progressão geométrica. Para {\displaystyle \varphi >1}, um triângulo retângulo de cateto de comprimento 1 e cateto maior de comprimento {\displaystyle {\sqrt {\varphi }}}, com hipotenusa de comprimento {\displaystyle \varphi }, o teorema de Pitágoras estabelece que
{\displaystyle \varphi ={1+{\sqrt {5}} \over 2}}
sendo esta a proporção áurea. Assim: {\displaystyle 1:{\sqrt {\varphi }}:\varphi }, ou approximadamente 1 : 1,272 : 1,618.
Triângulos com esta relação entre lados são denominados em memória do matemático e astrônomo alemão Johannes Kepler (1571–1630), o primeiro a demonstrar que este triângulo é caracterizado pela relação entre lados igual à proporção áurea. Os triângulos de Kepler combinam dois conceitos matemáticos fundamentais — o teorema de pitágoras e a proporção áurea — que impressionaram Kepler profundamente, como ele expressou em sua quotação:
A geometria tem dois grandes tesouros: um é o teorema de Pitágoras; o outro, a divisão de um segmento em média e extrema razão. O primeiro pode ser comparado a uma medida de ouro; o segundo podemos chamar de joia preciosa. — Johannes Kepler
Algumas fontes proclamam que um triângulo com dimensões aproximadas com um triângulo de Kepler pode ser identificado na Pirâmide de Quéops.